# Ernst von Herzog

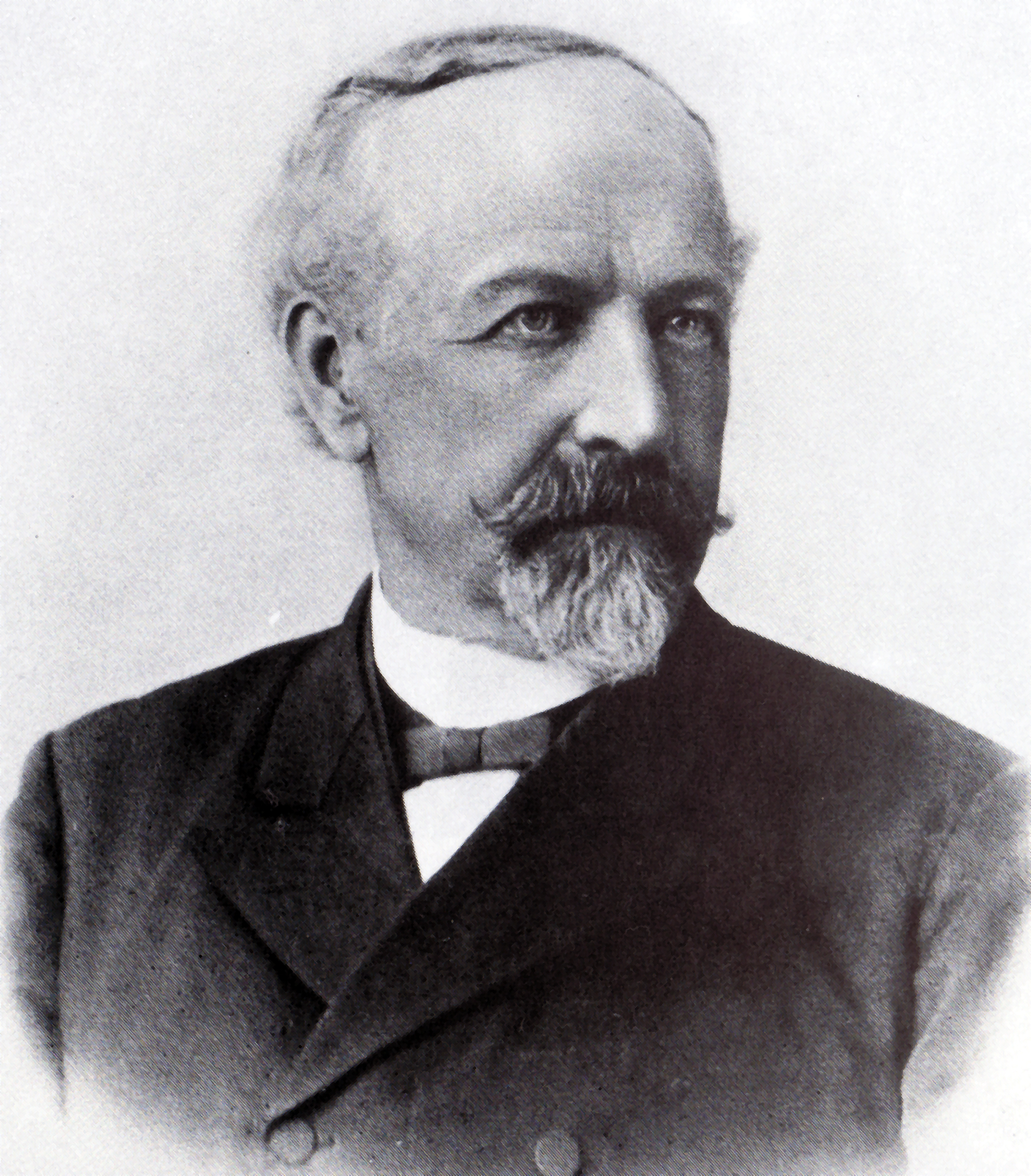
Ernst Herzog

Ernst Georg Karl Herzog, seit 1886 von Herzog, (* 23. November 1834 in Esslingen am Neckar; † 16. November 1911 in Stuttgart-Degerloch) war ein deutscher Klassischer Philologe, Althistoriker, Epigraphiker und Provinzialrömischer Archäologe. Er wirkte als Privatdozent und Professor für Philologie und Archäologie an der Universität Tübingen (1862–1902) und war Streckenkommissar der Reichs-Limeskommission (1892–1911).

## Leben

### Jugend und Studium
Ernst Herzog besuchte das Pädagogium zu Esslingen (das heutige Georgii-Gymnasium), wo sein Vater Georg Karl unterrichtete, und absolvierte 1848 das Landexamen. Anschließend schloss er seine Schulbildung am Seminar des Klosters Schöntal ab, wo er im Herbst 1852 die Konkursprüfung ablegte. Im Wintersemester 1852/1853 begann Herzog sein Studium der Philologie und Theologie an der Universität Tübingen, wo ihn besonders der Kirchenhistoriker Ferdinand Christian Baur und die Philologen Ernst Christian Walz, Wilhelm Siegmund Teuffel und Albert Schwegler prägten. Besonders mit Schwegler, der zu dieser Zeit seine Römische Geschichte erscheinen ließ (zur selben Zeit wie Theodor Mommsen, der ihn überlebte), trat Herzog in ein freundschaftliches Verhältnis. Seit dem Studium war er Mitglied der Verbindung Normannia Tübingen.
Nach der Ersten Theologischen Dienstprüfung (1856) setzte Herzog seine philologischen Studien fort und wurde am 19. Februar 1857 mit einer Arbeit über das römische Sakralrecht promoviert, die Schwegler angeregt hatte. Im Sommersemester 1857 vertiefte er seine Studien an den Universitäten zu München und Erlangen.

### Hauslehrer in Paris (1857–1859), Aufenthalt in Berlin (1859–1860)
Im August 1857 erhielt er auf Vermittlung seines Tübinger Lehrers Baur eine Stelle als Hauslehrer bei der Familie des russischen Diplomaten Nikolai Iwanowitsch Turgenew (1789–1871) in Paris.
Während seiner zwei Jahre als Hauslehrer (von Oktober 1857 bis Oktober 1859) lernte Herzog fließend Französisch, erhielt Kontakt zu den akademischen Größen von Paris und konnte während eines Urlaubs das British Museum in London besuchen. Sein dort geschürtes Interesse an der Archäologie brachte ihn dazu, nach Ablauf seiner Pariser Hauslehrerstelle an der Berliner Universität  Archäologie zu studieren. In die Methodik des Faches führte ihn Eduard Gerhard ein, in die Hilfswissenschaften August Boeckh. Außerdem hörte Herzog Vorlesungen bei Moriz Haupt und Theodor Mommsen, mit dem er durch ihr gemeinsames Interesse an römischer Epigraphik und Rechtsgeschichte bis zu seinem Tod in enger Verbindung stand.

### Aufenthalt in Rom (1860–1861)
Im Juni 1860 reiste Herzog über Stuttgart nach Rom, wo das Archäologische Institut seine erste Anlaufstelle war. Dort lernte er außer den Sekretaren Wilhelm Henzen und Heinrich Brunn die Gäste Alexander Conze, Adolf Michaelis, Adolph Kießling, Kurt Wachsmuth, Eugen Petersen, Franz Reber, Tycho Mommsen, Heinrich Degenkolb, Henri Jordan und Karl Friederichs kennen. In Rom arbeitete Herzog seinen Plan aus, die römischen Inschriften Südfrankreichs zu sammeln. Er hatte diesen Plan schon in Berlin gefasst und mit Anregungen Mommsens und Henzens in Gedanken fortgeführt.
Im April 1861 hielt sich Herzog in Neapel und Pompeji auf und reiste dann über Florenz nach Südfrankreich, wo er im Mai ankam. Er sammelte dort nicht sämtliche römischen Inschriften, sondern konzentrierte sich auf diejenigen, aus denen sich die Geschichte der Provinz Gallia Narbonensis erschließen ließ. So konnte Herzog seine Studien schon im Hochsommer abschließen und reiste über Paris in seine Heimat zurück.

### Privatdozent und Professor in Tübingen (1862–1902)
In Tübingen trat Herzog mit den Früchten seiner Arbeit und seiner ausgedehnten, intensiven Studien in die akademische Laufbahn ein. Er erwarb sich durch seine umfassenden Kenntnisse und seinen Lehrerfolg innerhalb weniger Jahre hohe Anerkennung und weitete seine Vorlesungsthemen auf verschiedene Zweige der Altertumswissenschaft aus.
Mit den Forschungsergebnissen seiner französischen Reise habilitierte sich Herzog am 2. April 1862 an der Universität Tübingen für Klassische Philologie – nicht für Archäologie oder Alte Geschichte. Im Wintersemester 1862/63 begann Herzog seine Lehrtätigkeit mit zwei Vorlesungen über römische Verwaltungsgeschichte und römische Inschriftenkunde. Im folgenden Semester hielt er eine Vorlesung über Christliche Kunstarchäologie, die erste Vorlesung dieser Art in Tübingen. Erst im November 1865, nach der Berufung des Archäologen Adolf Michaelis, erhielt Herzog von der Universität einen Lehrauftrag für „römische Altertümer“. Im Frühjahr 1867 wurde er zum außerordentlichen Professor der Klassischen Philologie und Archäologie ernannt. Seine Antrittsvorlesung hielt er über ein sprachwissenschaftliches Thema.
Am 1. März 1868 heiratete er Fanny Knapp (1843–1922), die Tochter des württembergischen Finanzministers Christian von Knapp (1800–1861). Das Paar hatte eine Tochter und drei Söhne, darunter den späteren Altphilologen Rudolf Herzog (1871–1953).
Im Sommersemester 1869 wurde Herzog neben den Direktoren Wilhelm Siegmund Teuffel und Karl Hirzel an den Übungen des Philologischen Seminars beteiligt. Er betreute die wissenschaftlichen Ausarbeitungen der Studenten.
Im Sommer 1872 beantragte der Senat der Universität Tübingen die Einrichtung einer dritten Professur für Klassische Philologie, die mit Erlass vom 4. Februar 1874 geschaffen und Ernst Herzog übertragen wurde. Gleichzeitig wurde Herzog zum dritten Seminardirektor ernannt und übernahm mit dem Sommersemester 1875 die Stilübungen und die interpretatorischen Übungen des Seminars. Nach dem Tod des Althistorikers Alfred von Gutschmid 1887 und der Umwidmung seines Lehrstuhls für Mittelalterliche Geschichte hielt Herzog von 1890 bis 1902 auch Vorlesungen über griechische und römische Geschichte sowie historische Methodik. Im akademischen Jahr 1889/90 war er Rektor der Universität Tübingen. 1886 erhielt er das Ehrenritterkreuz des Ordens der württembergischen Krone, das mit dem württembergischen Personaladel (Nobilitierung) verbunden war.
Im August 1900 erlitt Herzog einen Schlaganfall, der ihm das Sprechen erschwerte. Herzog nahm ein Jahr Urlaub von seiner Vorlesungstätigkeit und hielt sich im Sanatorium in Baden-Baden auf, wo er den Philosophiehistoriker Eduard Zeller kennenlernte. Im Wintersemester 1901/02 nahm Herzog seine Vorlesungen wieder auf, reichte aber am 20. Mai 1902 beim Rektorat und Kultusministerium sein Rücktrittsgesuch ein, dem zum 30. Mai stattgegeben wurde. So beendete Herzog nach 80 Semestern seine Tübinger Lehrtätigkeit. Zu seinem Nachfolger wurde zunächst der Hallenser Professor Georg Wissowa berufen; nachdem er den Ruf abgelehnt hatte, trat der Gießener Professor Gotthold Gundermann seine Nachfolge an.

### Ruhestand und Fortsetzung der wissenschaftlichen Arbeit
Ernst Herzog blieb trotz seiner gesundheitlichen Einschränkungen bis zu seinem Tod als Forscher aktiv. Seine Arbeit war schon lange international anerkannt: Er war seit 1885 Mitglied der Griechischen philologischen Gesellschaft zu Konstantinopel und seit 1894 ordentliches Mitglied des Archäologischen Instituts. Seine letzten Jahre widmete er der Reichs-Limeskommission, der er seit 1892 angehörte und deren Vorstandsmitglied er lange Zeit war. Von 1903 bis 1910 war er Vertreter Württembergs in der Römisch-Germanischen Kommission in Frankfurt am Main. 1911 zog er von Tübingen nach Stuttgart-Degerloch, wo er am 16. November kurz vor Vollendung des 77. Lebensjahres starb.

## Leistungen
Ernst Herzog hat sich als Forscher wie als akademischer Lehrer große Verdienste erworben. In seinen Vorlesungen behandelte er fast die gesamte Altertumswissenschaft, deren weite Auffassung von seinem Kontakt mit Boeckh und Mommsen herrührte.
Herzogs größte Leistungen liegen auf dem Gebiet der römischen Epigraphik. Unter seinen frühen Veröffentlichung ragt besonders seine Arbeit über die Geschichte der Provinz Gallia Narbonensis hervor (Galliae Narbonensis provinciae Romanae historia descriptio institutorum expositio, Leipzig 1864), die nach dem Vorbild einer Studie Mommsens über die römische Schweiz entstanden war. Die Académie des Inscriptions et Belles-Lettres in Paris, der Herzog die Arbeit 1865 vorlegte, zeichnete sie mit dem 1. Preis aus.
Als Hauptwerk Herzogs gilt seine zweibändige Abhandlung Geschichte und System der römischen Staatsverfassung (Leipzig 1884–1887). Er geht dabei von Niebuhrs Ansichten über die Verfassung der Römischen Republik aus, die inzwischen als überholt gelten. Die gleichzeitig erschienenen Werke Römische Geschichte seiner Lehrer Schwegler und Mommsen bespricht er ausführlich, lehnt aber Mommsens Ansicht ab, dass die römische Staatsverfassung von der frühen Republik bis zur späten Kaiserzeit ein systematisches Ganzes ergebe. Wegen dieser systematischen Mängel geriet dieses Werk Herzogs bald nach seinem Erscheinen in Vergessenheit; es bleibt aber wegen der umfassenden Darstellung des Forschungsstandes und der einzigartigen Sammlung antiker Quellen wertvoll.
Neben seinen Arbeiten zur Epigraphik und Staatsrecht verfasste Herzog Arbeiten zur römischen Sprachwissenschaft und ihrer Anwendung im Schulunterricht. Bedeutender war jedoch sein Einsatz für die Einrichtung der Reichs-Limeskommission in Württemberg, die König Karl I. am 22. August 1877 genehmigte. Nach den ersten Begehungen der Limesstrecke veröffentlichte Herzog 1879 und 1880 detaillierte Berichte über die vorläufigen Ergebnisse. 1883 und 1884 führte er Ausgrabungen in Rottenburg am Neckar durch, wo er ein römisches Kastell vermutete. Seine Annahmen wurden jedoch nicht bestätigt. Im August und September 1892 führte er Grabungen am Westkastell Öhringen durch, 1893 in Mainhardt und Jagsthausen. Ab 1894 erlebte Herzog noch das Erscheinen der Schlusspublikation der Limes-Kommission: Der obergermanisch-raetische Limes des Roemerreiches.